# Thugga
Thugga war eine antike Stadt im heutigen Tunesien, deren Überreste heute zum Teil freigelegt sind und zu den besterhaltenen in Nordafrika zählen. Ihre Blütezeit erlebte die Stadt als Teil der römischen Provinz Africa im 3. Jahrhundert n. Chr. Ihre Geschichte liefert jedoch auch Kenntnisse über die numidische, punische und byzantinische Zeit.
Seit 1997 steht der Ort auf der Liste des UNESCO-Weltkulturerbes. Das heute in unmittelbarer Nachbarschaft liegende Dorf Dougga gilt als direkte Nachfolgesiedlung der antiken Stadt.

## Geographie

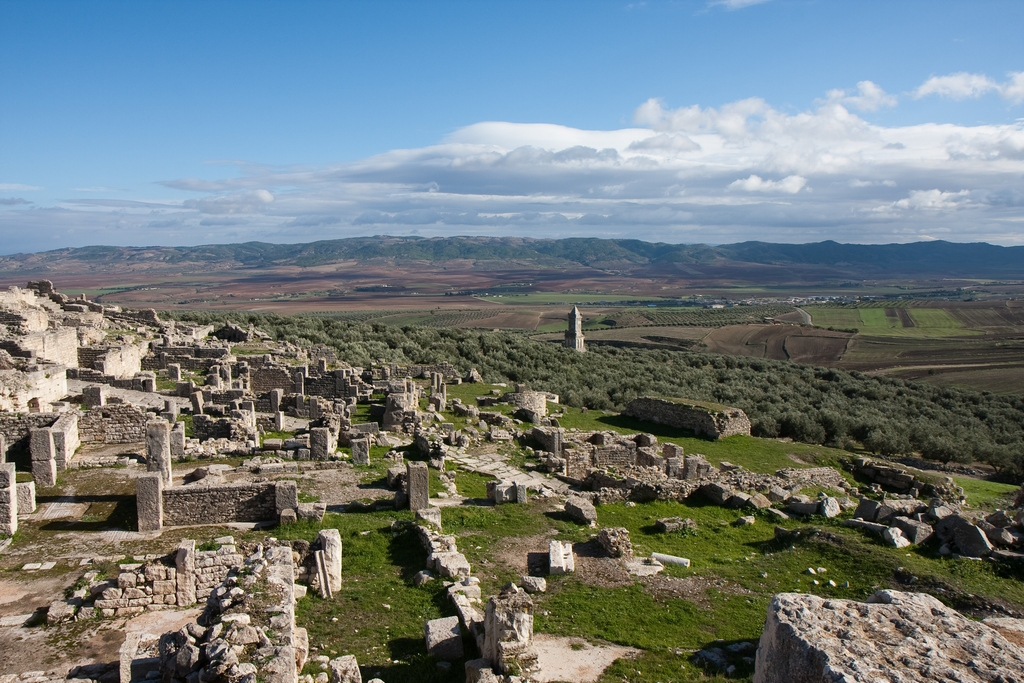
Blick über Thugga ins Tal der Khalled-Ebene

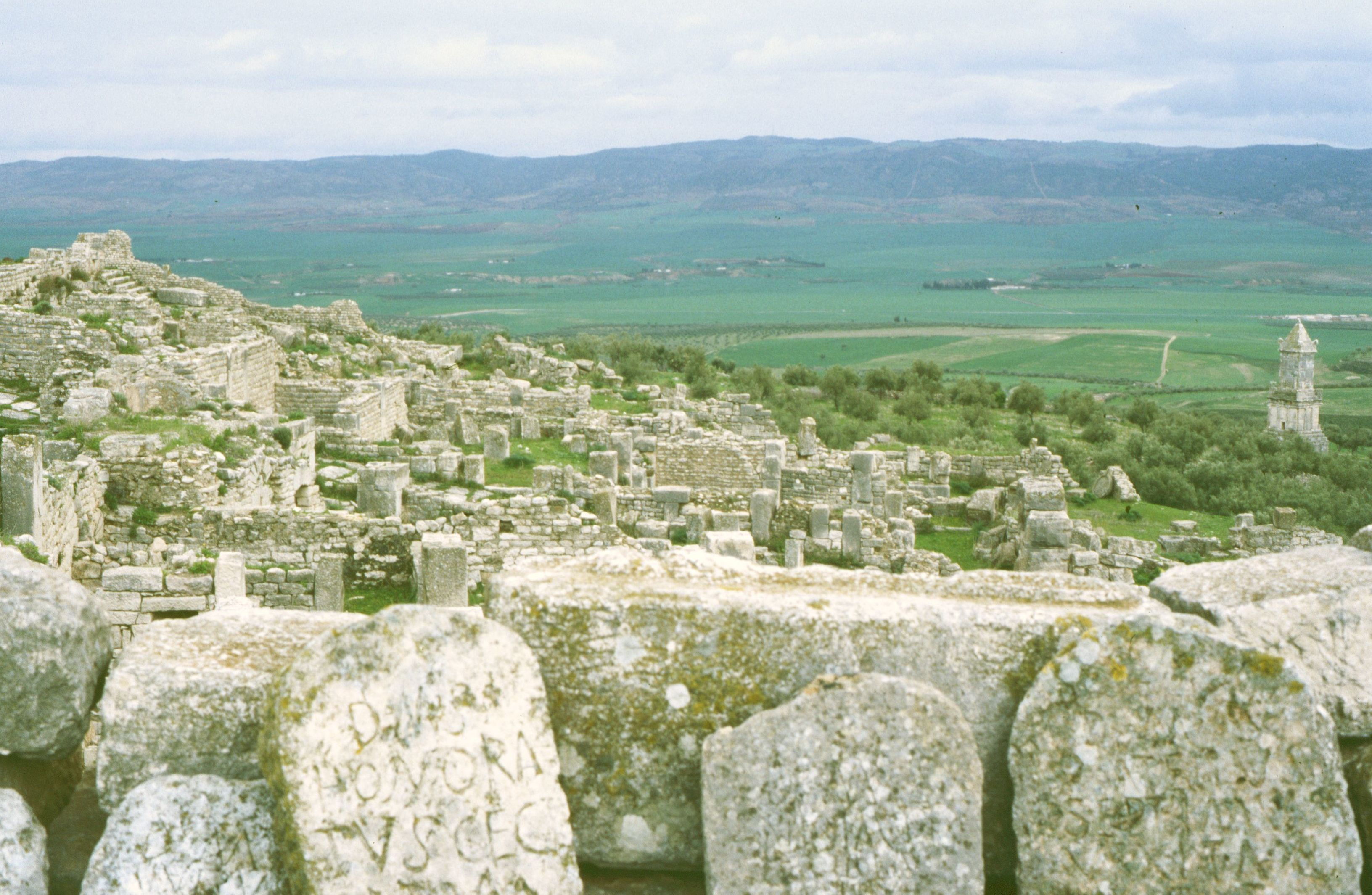
Thugga-Ruinengelände mit punischem Grabmal rechts

Thugga liegt etwa 100 Kilometer südwestlich von Tunis im Norden des heutigen Tunesien nahe der Stadt Téboursouk. Die Überreste der Stadt finden sich auf einer Hochebene am Hang einer Hügelkette in 500 bis 600 Metern Höhe. Die hügelige Landschaft der Umgebung wird von Wiesen und Olivenhainen geprägt. Das vergleichsweise angenehme Klima der Region, fruchtbare Böden und reichliche Quellen dürften ebenso wie die strategisch günstige Lage auf dem Hochplateau ausschlaggebend für den Standort Thuggas gewesen sein. Daneben lieferten Kalksteinbrüche in nächster Nähe Baumaterialien für den Aufbau der Stadt.
Bereits zu antiker Zeit fand sich in der landwirtschaftlich günstigen, vom Weizenanbau und Ölbaumkulturen dominierten Region eine Städteanhäufung mit der Bedeutung eines Handelszentrums. Unterhalb der Stadt Thugga wurde dieses Gebiet von der Handelsstraße zwischen Karthago und Theveste, dem heutigen Tebessa in Algerien, durchquert. Dennoch ist die Lage der Stadt, fern der Mittelmeerküste im Landesinneren gelegen und von den wichtigsten Verbindungsstraßen des antiken Nordafrikas nicht erreicht, eher als Abseits zu bezeichnen und ihre überregionale Bedeutung war daher begrenzt.

## Geschichte
Die Geschichte Thuggas kann heute vor allem für die römische Zeit gut rekonstruiert werden, die Überlieferung zur vor- und nachrömischen Entwicklung ist dagegen häufig lückenhaft und ungesichert. Die Erkenntnisse stützen sich vor allem auf archäologische Untersuchungen, dabei besonders auf epigraphische Analysen von Inschriften. Die erhaltenen und ausgegrabenen Funde stammen überwiegend aus der römischen Blütezeit, in der Spuren älterer Besiedlung zum großen Teil überbaut wurden. Durch rücksichtsloses Vorgehen bei den frühesten archäologischen Untersuchungen, die vor allem auf das schnelle Freilegen der römischen Stadt und antiker Schrifttafeln bedacht waren, wurden zudem Zeugnisse der älteren und jüngeren Siedlungsgeschichte unwiederbringlich zerstört oder verzerrt.

### Früheste Besiedlung

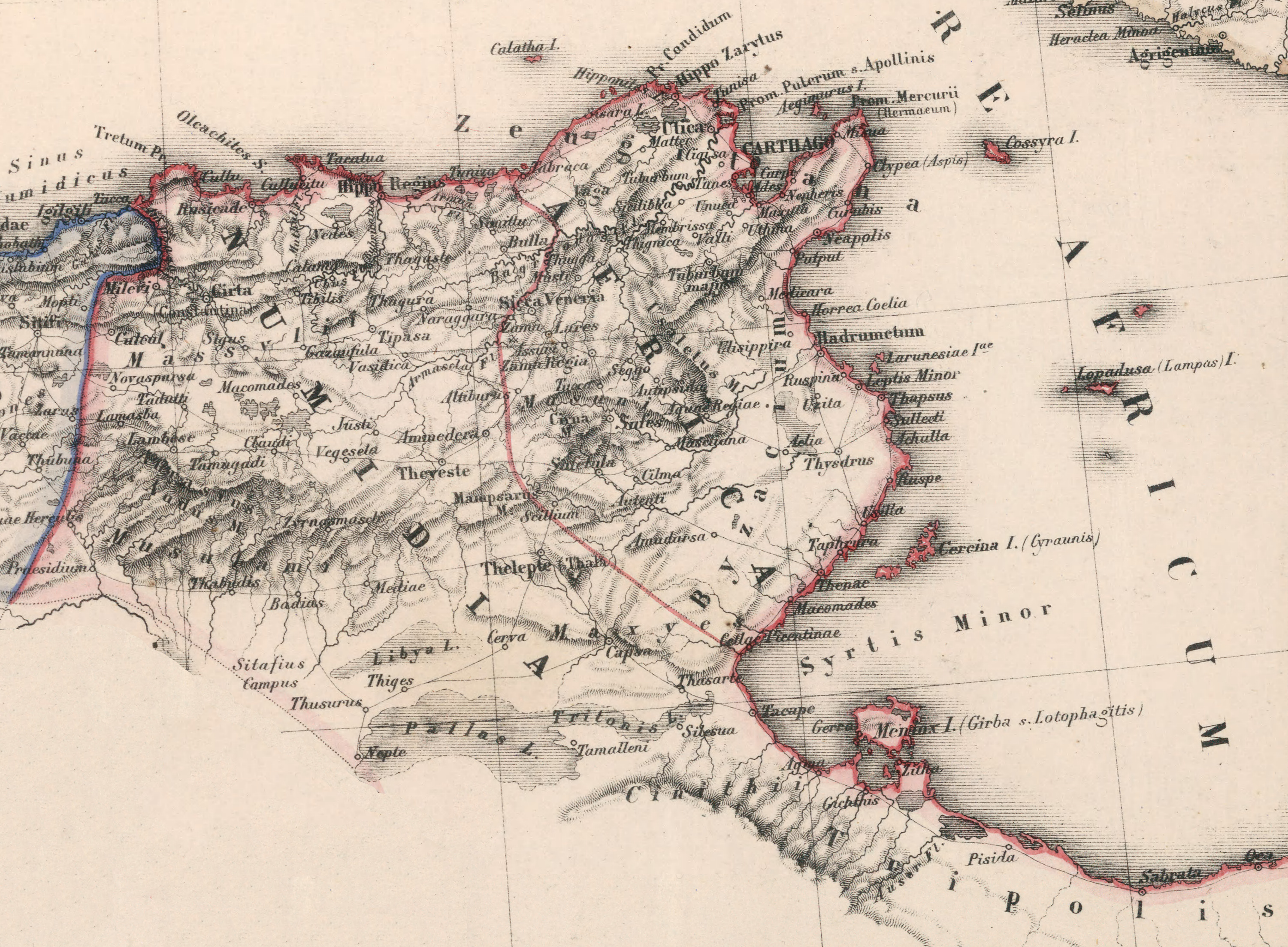
Antikes Numidien und das karthagische Hinterland. „Thugga“, nicht zu verwechseln mit zwei verzeichneten Orten namens Tucca, liegt südwestlich Karthagos und nordöstlich der Stadt Sicca Veneria, dem heutigen El Kef.

Über die Gründung und vorrömische Besiedlung Thuggas können bisher nur wenige sichere Aussagen getroffen werden. Zwischen den heute freigelegten Bauwerken der römischen Zeit sind nur wenige vorrömische Spuren erhalten, die Aufschluss über die frühe Stadtgeschichte geben. Bedeutend ist vor allem eine Nekropole mit Dolmengräbern im Norden der Stadt, die eine Gründung Thuggas vor dem 5. Jahrhundert v. Chr., vielleicht im 6. Jahrhundert v. Chr. nahelegt. Reste eines Baal-Heiligtums unter einem römischen Tempel, vermutlich der punischen Gottheit Baal-Hammon gewidmet, geben einen Hinweis auf eine karthagische Frühbesiedlung der Stadt.
Zwei prähistorische Skelettfunde, die auf etwa 1800–1500 v. Chr. datiert werden konnten, legen nahe, dass der Ort der Siedlung bereits weit zuvor eine wichtige Stätte darstellte, auch wenn eine Besiedlung in dieser Zeit unwahrscheinlich scheint und bisher keine weiteren Spuren dieser frühen Epoche nachgewiesen werden konnten.
Als bedeutendes Dokument der vorrömischen Geschichte der Stadt zählt die Erwähnung Thuggas im 4. Jahrhundert v. Chr. in der antiken Literatur des griechischen Geschichtsschreibers Diodor, der im Zusammenhang mit dem Karthago-Feldzug des Griechen Agathokles von Syrakus im Jahr 307 v. Chr. eine Stadt namens Tokai (altgriechisch Τώκαι) erwähnt. Sehr wahrscheinlich entspricht die erwähnte Stadt dem antiken Thugga, das damals dem Einflussbereich Karthagos angehörte und bereits mit einer gewissen Bedeutung und Ausdehnung beschrieben wird. Weitere antike Literaturhinweise auf die abgelegene Stadt sind nur spärlich zu finden und mit großer Vorsicht zu genießen, da die Ortsnamen verschieden interpretiert oder auf andere Orte Nordafrikas mit ähnlichen Namen bezogen werden können (beispielsweise Thucca Terebenthina oder andere Orte des Namens Tucca).
Am Ende des 3. Jahrhunderts v. Chr. zeichnete sich nach dem Zweiten Punischen Krieg der Untergang des karthagischen Reiches ab, welches von den Römern aus dem Mittelmeerraum verdrängt und stark geschwächt auf nordafrikanisches Gebiet zurückgedrängt wurde. Der ostnumidische Herrscher Massinissa, zunächst Verbündeter Karthagos, schlug sich auf die Seite Roms und gründete das Königreich Numidien, das das Hinterland Karthagos und somit auch Thugga übernehmen konnte. Unter der numidischen Herrschaft Massinissas wurde die Stadt zur königlichen Residenz erweitert, aus dieser Zeit stammen auch weitere erhaltene Bauwerke. Dominierend ist dabei ein Pfeilergrabmal aus dem 2. Jahrhundert v. Chr., das bis heute das Stadtbild prägt und durch eine bilingue Inschrift bekannt wurde, die in der Neuzeit zur Entzifferung der numidischen Schrift führte. Weiterhin wurden Reste eines Tempels gefunden, der 139 v. Chr. zu Ehren Massinissas gestiftet worden sein soll.

### Römische Zeit und Niedergang
Nach der Niederlage der Numider während der Römischen Bürgerkriege wurde Thugga 46 v. Chr. schließlich römisch. Die Stadt war rechtlich zuerst abhängig von der römischen Kolonie Karthago. In dieser Zeit wies Thugga eine Doppelverfassung auf. Während die numidischen Einwohner Thuggas in einer civitas zusammengeschlossen waren, bildeten die römischen Bürger den pagus Thuggensis. Unter Septimius Severus wurde Thugga municipium und errichtete dem Kaiser aus Dankbarkeit einen Ehrenbogen. Im Jahr 261 n. Chr. wurde Thugga schließlich Kolonie. Auf ein spätantikes Bistum geht das Titularbistum Thugga der Katholischen Kirche zurück.
Nach einer Blütezeit im 3. Jahrhundert begann schon im 4. Jahrhundert ein stetiger Niedergang der Stadt, die wohl einen großen Teil ihrer Bedeutung an das benachbarte Thubursicum Bure (Teboursouk) abtrat. Von 439 bis 533 gehörte Thugga zum Reich der Vandalen und wurde anschließend byzantinisch. Unter Justinian I. wurde auf dem Forum von Thugga eine Festung errichtet, von der Prokop in seiner Schrift de aedificiis berichtet. In der Folgezeit verlor Thugga seine städtische Bedeutung ganz und lebte als arabisches Dorf fort, bis das Dorf um die Mitte des 20. Jahrhunderts umgesiedelt wurde, um archäologische Ausgrabungen zu ermöglichen. Heute wird das antike Thugga von Archäologen des tunesischen Denkmalamtes in Kooperation mit den Universitäten Bordeaux und Freiburg im Breisgau erforscht.

## Denkmäler

Karte von Thugga

Die Stadt war hinsichtlich der Wohnbezirke wie auch der Straßenführung ungleichmäßig aufgebaut. Steile Treppen und schmale Gassen machten sie eher für Fußgänger als für Wagen geeignet.

### Theater
Das Theater wurde 168 n. Chr. erbaut und gehört zu den am besten erhaltenen Bauwerken dieser Art in Nordafrika. Die sich auf eine Höhe von etwa 15 m erhebenden drei Ränge bilden einen Halbkreis von etwa 120 m Durchmesser. Die 19 Sitzreihen boten etwa 3500 Zuschauern Platz. Den oberen Abschluss bildete eine Galerie mit Säulenhalle (Portikus).

### Forum

Anlage des Forums von Thugga

Die zentrale Anlage der Stadt ist von mehreren Heiligtümern und Plätzen wie dem Platz der Windrose umgeben. Im Norden erhebt sich der beherrschende Bau von Thugga, das Kapitol. Es wurde zwischen 166 und 169 n. Chr. nach dem Vorbild des kapitolinischen Tempels in Rom als Hauptheiligtum für die von den Gottheiten Jupiter Optimus Maximus, Juno Regina und Minerva gebildete Kapitolinische Trias erbaut und besteht aus einer Cella mit prostyler Säulenhalle korinthischer Ordnung. In die Rückwand der Cella sind drei Nischen eingearbeitet, in denen die Statuen der drei Götter mit Jupiter im Zentrum standen.

### Westliche Stadt
Oberhalb des Alexander-Severus-Bogens aus den Jahren 226 bis 229 n. Chr. liegen die Ain el Hammam-Zisternen, fünf Gewölbe für etwa 6000 m³ Wasser, die über einen 12 km langen Aquädukt mit dem Wasser einer westlich gelegenen Quelle versorgt wurden.
Unterhalb der Zisternen befinden sich die Reste des Tempels der Juno Caelestis, einer romanisierten Form der punischen Göttin Tanit. Die halbkreisförmige Anlage – um 224 n. Chr. erbaut – ist von einem ehemals überdeckten Säulengang umgeben, der wohl als Prozessionsweg diente.

### Südstadt
Die Mosaikfußböden zweier herrschaftlicher Villen sind erhalten und teilweise im Nationalmuseum von Bardo untergebracht.
In besonders gutem Zustand sind die Licinius-Thermen aus dem 3. Jahrhundert. Sie wurden im 4. Jahrhundert umgebaut und zu Beginn des 20. Jahrhunderts restauriert.

### Stadtrand
Während eine megalithische Mauer, Dolmengräber und punische Grabstelen, darunter ein Turmmausoleum und das Pfeilergrabmal, aus dem 4. bis 2. vorchristlichen Jahrhundert stammen, sind neben weiteren Tempeln auch frühchristliche Kirchen (Victoria-Kirche im Norden) und eine frühbyzantinische Festung, allerdings schlecht, erhalten.

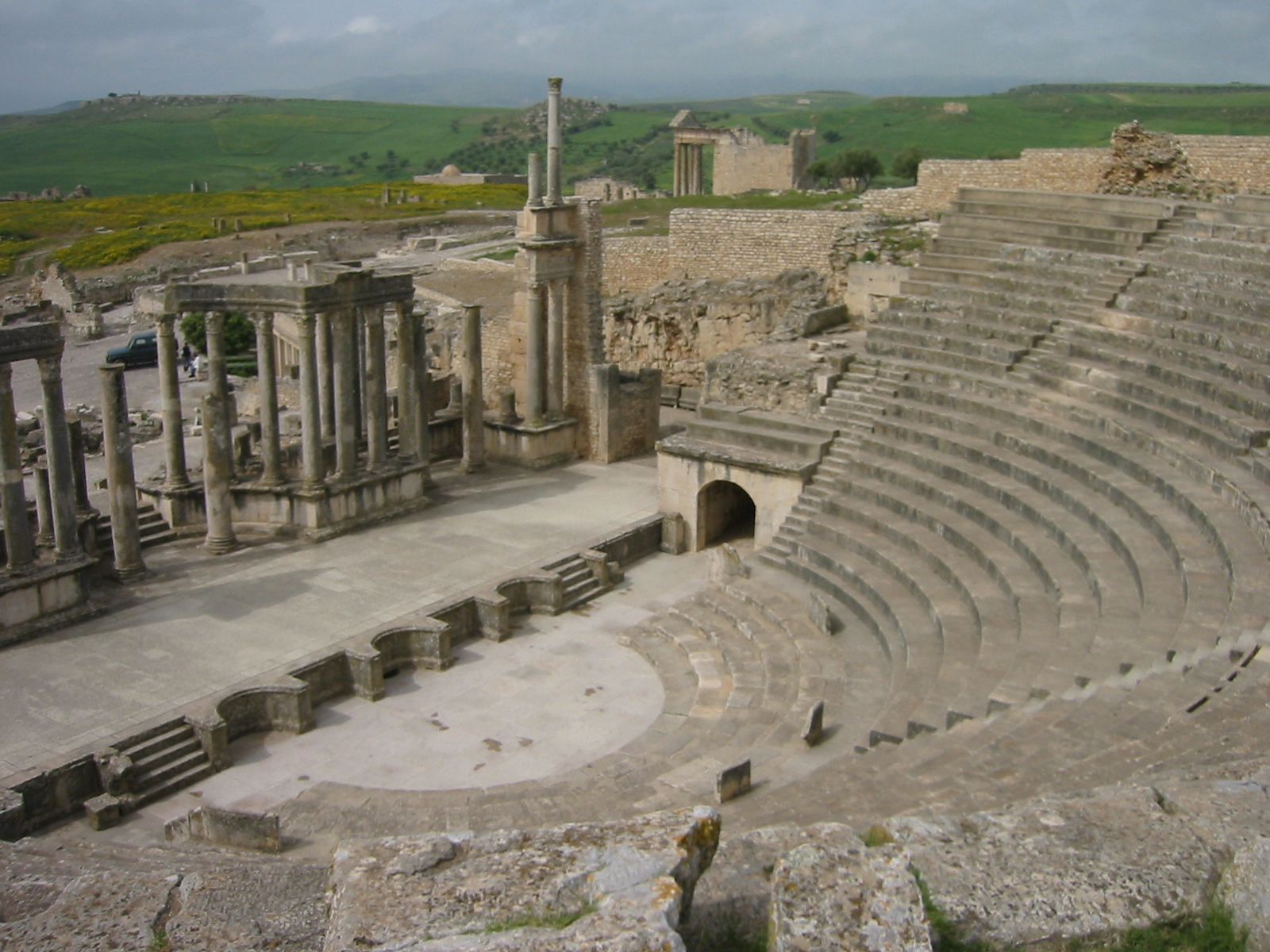
Theater
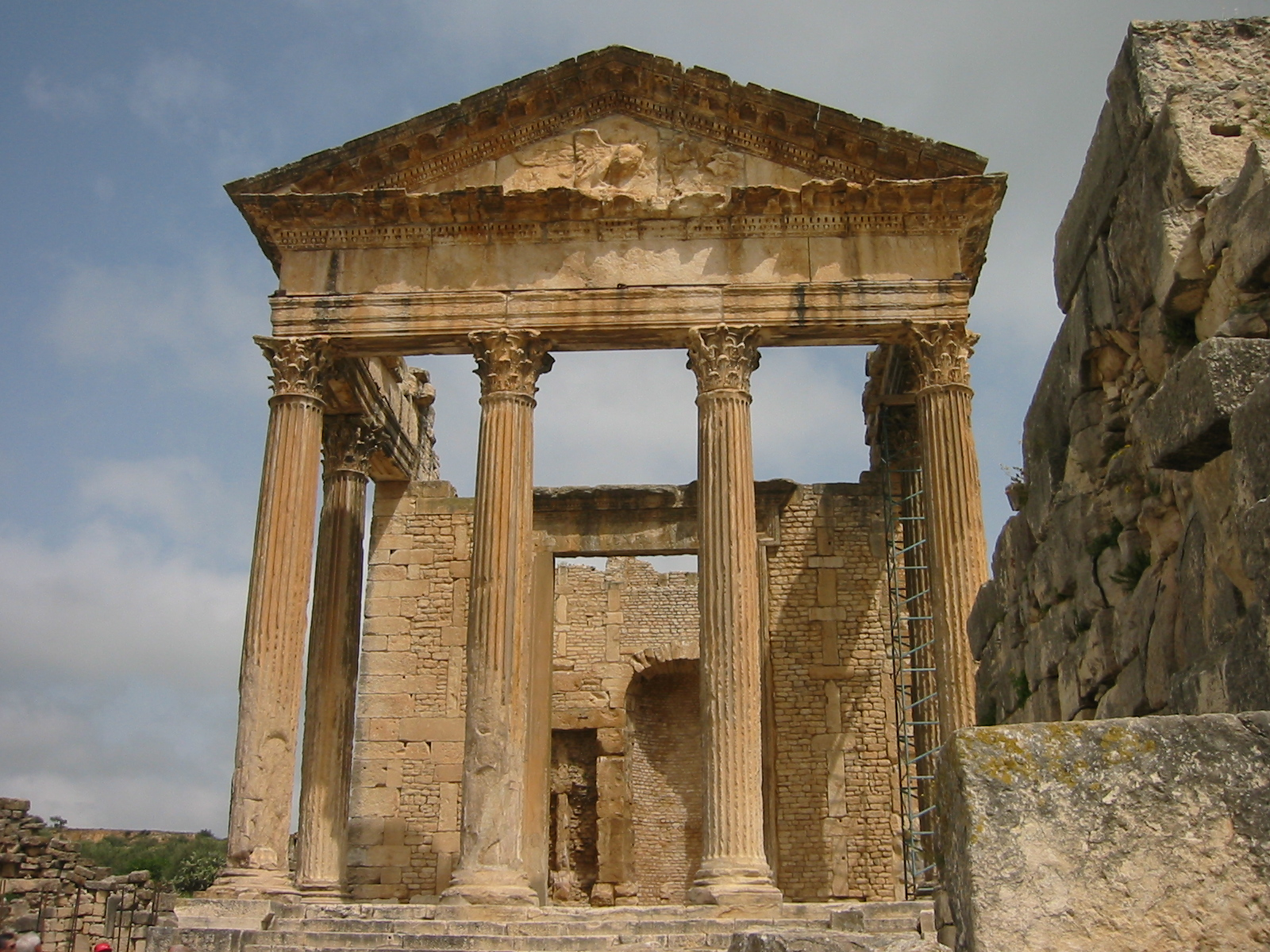
Kapitol
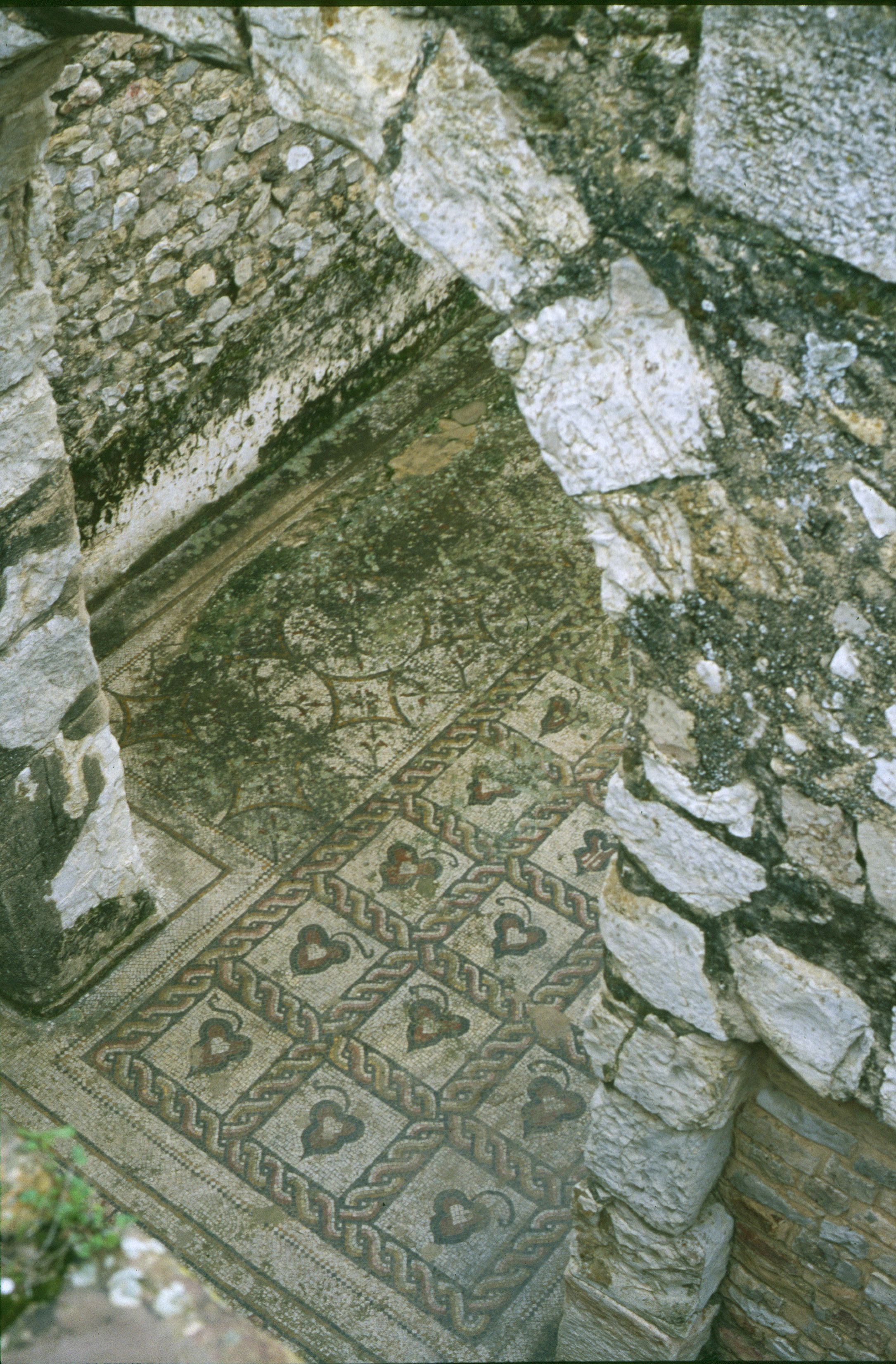
Mosaik 1
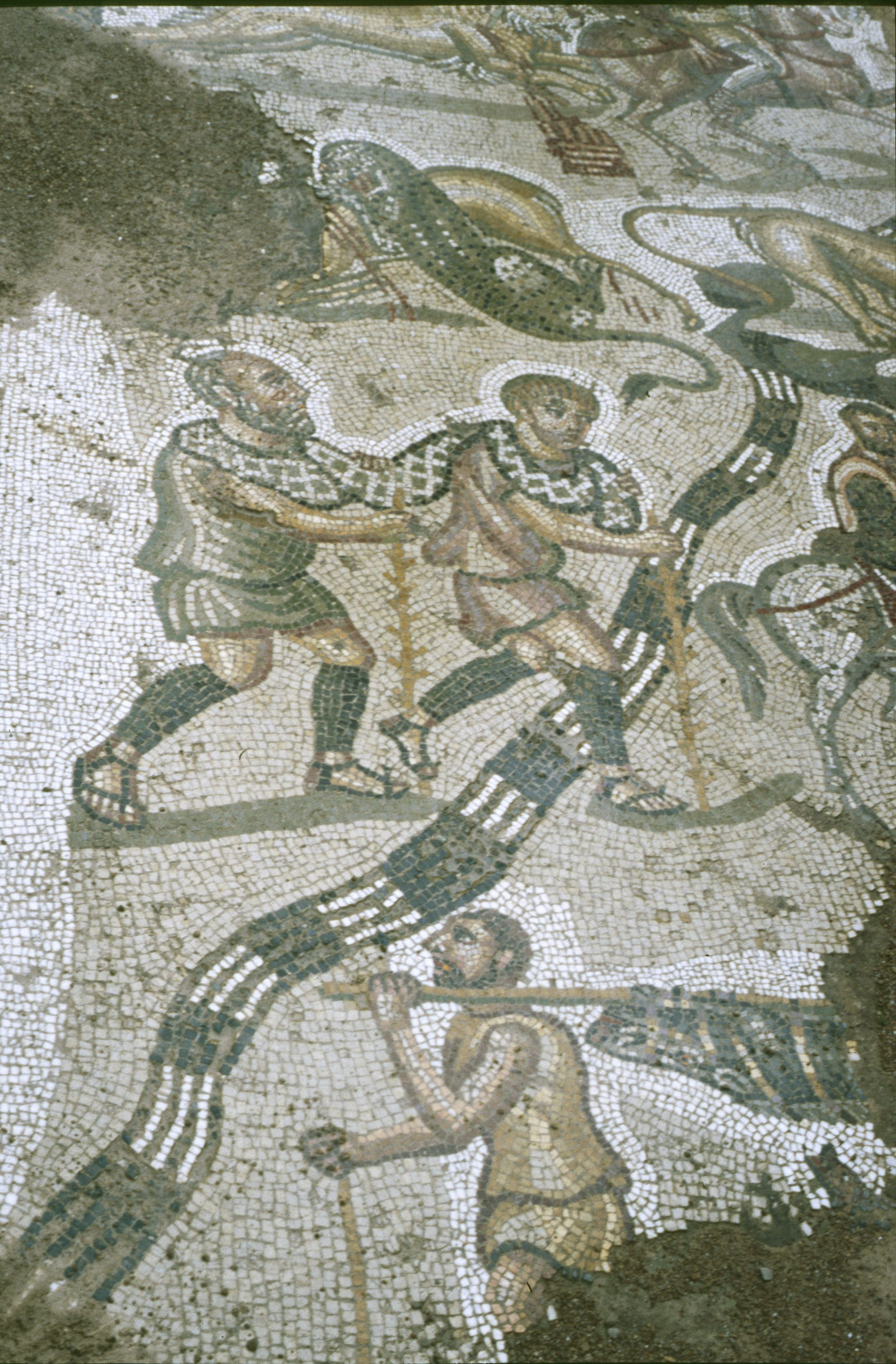
Mosaik 2

Koordinaten: 36° 25′ N, 9° 13′ O